# Weird West (игра)
Weird West — компьютерная ролевая игра, разработанная WolfEye Studios и выпущенная Devolver Digital. Релиз игры для Microsoft Windows, PlayStation 4 и Xbox One состоялся 31 марта 2022 года.

## Геймплей
Weird West — это ролевая игра с видом сверху и элементами жанра immersive sim. При каждом прохождении игры её объекты подбираются рандомно. Игра основана на жанре вирд-вест, из которого она заимствовала своё название. В играх такого жанра игрок берёт на себя роль героев на Диком Западе, которые сталкиваются со сверхъестественными явлениями и существами. В Weird West представлены истории пяти охотников за головами. Мир спроектирован так, чтобы быть интерактивным, реагировать на действия игрока. Например, когда игрок стреляет в ящик с боеприпасами, он взрывается. Действия, совершаемые игроком, являются постоянными — их нельзя отменить путём возрождения. В игре также есть режим перманентной смерти, в котором персонаж игрока и его спутники в случае гибели умирают навсегда. Фактический геймплей похож на shoot 'em up. Команда разработчиков описывает его как «экшн-версию Fallout 1 или 2».

## Разработка
В ноябре 2019 года Рафаэль Колантонио и Жюльен Роби, бывший исполнительный продюсер Arkane Studios, объявили, что они создали новую студию WolfEye Studios, состоящую из двадцати человек и работающую по принципу дистрибуции. Они анонсировали свою первую игру Weird West на The Game Awards 2019. Игру должны были опубликовать Devolver Digital. Хотя в игре есть сверхъестественные элементы, она не задумывалась как хоррор. В отличие от большинства игр в жанре immersive sim, в Weird West используется не вид от первого лица, а вид сверху вниз, вдохновленный ранними играми Ultima и Fallout. Крис Авеллон изначально был задействован в команде сценаристов игры в качестве тренера. Поскольку в игре присутствуют коренные американцы, команда пригласила представителя анишинаабе, чтобы убедиться, что их изображение индейцев в игре является подлинным. Также в команду сценаристов игры была добавлена Элизабет ЛаПенсе, которая является метисом и представителем анишинаабе. Музыкальная группа Weird Wolves, созданная Колантонио и Авой Гор, написала несколько саундтреков к игре. Игра была выпущена 31 марта 2022 года для Windows, PlayStation 4 и Xbox One.

## Приём
| Сводный рейтинг    | Сводный рейтинг                        |
| Агрегатор          | Оценка                                 |
| ------------------ | -------------------------------------- |
| Metacritic         | (PC) 78/100 (PS4) 73/100 (XONE) 81/100 |
| Иноязычные издания |                                        |
| Издание            | Оценка                                 |
| Destructoid        | 8/10                                   |
| Game Informer      | 8,5/10                                 |
| GameSpot           | 6/10                                   |
| GamesRadar+        | [ 14 ]                                 |
| IGN                | 8/10                                   |
| PC Gamer (US)      | 79/100                                 |

По данным агрегатора обзоров Metacritic, Weird West получил «в целом положительные» отзывы для PC и Xbox One и «смешанные или средние» отзывы для PlayStation 4.
Сайту Destructoid понравились в игре захватывающий сюжет, мир и его исследование, боевая система, выбор игрока, но он также посетовал на наличие технических проблем. Журнал Game Informer дал игре 8,5 баллов из 10, написав: «Лучшими достоинствами Weird West являются хорошо проработанные персонажи и глубокая система геймплея, но общая производственная ценность не впечатляет». Сайт GameSpot оценил игру менее положительно, высоко оценив сюжет игры, динамику персонажей и эстетику криминального чтива старой школы, но при этом не согласившись с его неэлегантным боем, бинарной системой морали, операторской работой, несбалансированной системой улучшений и «скупым прогрессом». Сайт GameRadar+ аналогичным образом похвалил сеттинг и свободу игрока создавать свою собственную историю, назвав привередливую систему морали проблематичной. Сайт IGN похвалил игру за причудливые встречи, повороты, разоблачения, а также хаотичный стелс и боевую систему, критикуя «скучный лут» и технические проблемы. Журнал PC Gamer высоко оценил способность игры реагировать на выбор игрока, но раскритиковал боевую систему, написав: «Когда бой начинается, он освежающе и милостиво быстр. Однако между этим тусклым визуальным стилем и слишком сложным shot 'em up, я никогда не находил их всех такими уж приятными».